# Блэкселл, Дональд Фредерик
Дональд Фредерик Блэкселл (англ. Donald Frederick Blaxell, 1 февраля 1934) — австралийский ботаник.

## Биография
Дональд Фредерик Блэкселл родился в Сиднее 1 февраля 1934 года.
В 1968 году он присоединился к персоналу New South Wales National Herbarium. До этого он находился в персонале Университета Нового Южного Уэльса в течение 11 лет.
В области его интересов находится семейство Орхидные и род Эвкалипт.

## Научная деятельность
Дональд Фредерик Блэкселл специализируется на семенных растениях.

## Некоторые публикации
- Contributions from the New South Wales Herbarium[2].
- 1971. The Orchids of Australia — the Eastern Temperate Zone[2].
- 1975. The Status of Schlechter's Specimens of Orchidaceae held at the National Herbarium of New South Wales — 2. New Caledonia, Celebes, Borneo, Sumatra. Telopea 1 (1): 49—54.
- Rotherham, E R; B G Briggs; D F Blaxell; R C Carolin. 1975. Australian Flora In Colour: Flowers And Plants Of New South Wales And Southern Queensland. A.H. & A.W. Reed Sydney.
- 1978. Notes on Australian Orchidaceae — a new combination in Liparis. Telopea 1 (5): 357—358.
- 1978. Type Specimens of Schlechter's Names in Orchidaceae at the Conservatoire et Jardin Botaniques, Geneve. Telopea 1 (5): 359—363.
- Hindmarsh, M M; Blaxell, D F. 1978. A new Species of Stylidium (Stylidiaceae) from the Sydney Region. Telopea 1 (5): 365—370.
- Rotherham, E R; B Briggs; D F Blaxell; R C Carolin. 1979. Flowers & Plants Of New South Wales & Southern Queensland. Reed Books, Sydney, 192 pp., 556 ilustr. color.
- Johnson, L A S; Blaxell, D F. 1980. New Taxa and Combinations in Eucalyptus-4. Telopea 1 (6): 395—397.
- Schlechter, R. 1982 (traducido × R S Rogers; H J Katz; J T Simmons. Editor D F Blaxell. The Orchidaceae of German New Guinea. Incorporating the Figure Atlas. (Die Orchidaceen Von Deutsch-Neu-Guinea. With Original Latin Descriptions and Including the Figuren-Altlas Zu Den Orchidaceen Von Deutsch-Neu-Guinea. Melbourne, Australian Orchid Foundation, 1180 pp.